# Glenda van Lieshout
Glenda van Lieshout (29 januari 1995) is een Nederlands voetbaltrainer en voormalig voetbalster. Sinds de zomer van 2024 is ze hoofdtrainer van Fortuna Sittard Vrouwen. In haar eredivisiecarrière kwam ze uit als aanvaller voor VVV-Venlo, PSV/FC Eindhoven en Achilles '29.

## Carrière als voetballer
Op 7 april 2011 maakte Van Lieshout als zestienjarige haar eredivisiedebuut bij VVV-Venlo. In de 59ste minuut van de uitwedstrijd tegen ADO Den Haag viel ze in voor Lieke Martens. Haar eerste doelpunt op het hoogste niveau scoorde ze op 20 februari 2015 voor PSV/FC Eindhoven in de BeNeLeague-wedstrijd tegen AA Gent. De laatste twee seizoenen van haar eredivisieloopbaan speelde ze voor Achilles '29. Daarna speelde ze tot en met het seizoen 2022/23 in de topklasse bij FC Eindhoven.

### Statistieken
| Seizoen | Club             | Competitie          | Wedstrijden | Doelpunten |
| ------- | ---------------- | ------------------- | ----------- | ---------- |
| 2010/11 | VVV-Venlo        | Eredivisie          | 2           | 0          |
| 2011/12 | VVV-Venlo        | Eredivisie          | 1           | 0          |
| 2014/15 | PSV/FC Eindhoven | Women's BeNe League | 2           | 1          |
| 2017/18 | Achilles '29     | Eredivisie          | 24          | 0          |
| 2018/19 | Achilles '29     | Eredivisie          | 22          | 2          |
| Totaal  | Totaal           | Totaal              | 51          | 3          |

Laatste update: maart 2023

## Carrière als voetbaltrainer
Parallel aan haar voetbalcarrière trainde Van Lieshout verschillende jeugdteams van Helmond Sport en Rood Wit '62. Bij de start van Fortuna Sittard in de Vrouwen Eredivisie in het seizoen 2022/23 trad Van Lieshout aan als assistent-trainer. Door ziekte van Roger Reijners stond ze op 12 februari 2023 voor het eerst als hoofdtrainer langs de lijn bij Fortuna Sittard, in het eredivisieduel tegen PSV. Met ingang van het seizoen 2024/25 volgde Van Lieshout Reijners op als hoofdcoach van Fortuna Sittard.
Vanaf het seizoen 2025/26 zal Van Lieshout werkzaam zijn bij de KNVB. In een tweejarige cyclus begint ze als hoofdcoach van Oranje onder 16, om in het seizoen 2026/27 met haar selectie verder te gaan als hoofdcoach van Oranje onder 17.